# Federica Mazzone
Federica Mazzone (Ragusa, 19 marzo 1983) è un'ex cestista italiana. Attualmente istruttrice minibasket e allenatrice.
Guardia di 176 cm, ha giocato in Serie A1 con Ragusa.

## Carriera
Dal 2006 gioca da titolare nella Passalacqua Ragusa, nella stagione 2008/2009 conquista la promozione in A2, infortunandosi al ginocchio, rottura legamento crociato anteriore, proprio in gara 3 di finale. Nel 2009-10 è confermata, ma il recupero dall’infortunio le porta qualche problema e qualche stop di troppo. Con le iblee ha ottenuto la promozione in Serie A1 nella stagione 2012/2013 ed è arrivata in finale della Coppa Italia di categoria.

## Statistiche

### Presenze e punti nei club
Statistiche aggiornate al 30 giugno 2014
| Stagione        | Squadra            | Competizione | Partite | Partite | Partite | Statistiche tiro | Statistiche tiro | Statistiche tiro | Altre statistiche | Altre statistiche | Altre statistiche | Altre statistiche | Altre statistiche |
| Stagione        | Squadra            | Competizione | Pres.   | Titol.  | Minuti  | Tiri da 2        | Tiri da 3        | Liberi           | Rimb.             | Assist            | Rubate            | Stopp.            | Punti             |
| --------------- | ------------------ | ------------ | ------- | ------- | ------- | ---------------- | ---------------- | ---------------- | ----------------- | ----------------- | ----------------- | ----------------- | ----------------- |
| 2007-2008       | Passalacqua Ragusa | Serie B1     |         |         |         |                  |                  |                  |                   |                   |                   |                   |                   |
| 2008-2009       | Passalacqua Ragusa | Serie B1     |         |         |         |                  |                  |                  |                   |                   |                   |                   |                   |
| 2009-2010       | Passalacqua Ragusa | Serie A2     | 0       | 0       | 0       | 0/0              | 0/0              | 0/0              | 0                 | 0                 | 0                 | 0                 | 0                 |
| 2010-2011       | Passalacqua Ragusa | Serie A2     | 19      | 4       | 184     | 7/18             | 0/2              | 9/17             | 17                | 1                 | 8                 | 0                 | 23                |
| 2011-2012       | Passalacqua Ragusa | Serie A2     | 30      | 4       | 466     | 42/94            | 0/3              | 27/56            | 63                | 7                 | 24                | 1                 | 111               |
| 2012-2013       | Passalacqua Ragusa | Serie A2     | 18      | 0       | 180     | 9/28             | 0/1              | 7/14             | 19                | 1                 | 7                 | 0                 | 25                |
| 2013-2014       | Passalacqua Ragusa | Serie A1     | 4       | 0       | 29      | 2/4              | 0/1              | 1/1              | 0                 | 2                 | 0                 | 0                 | 5                 |
| Totale carriera |                    |              |         |         |         |                  |                  |                  |                   |                   |                   |                   |                   |

## Palmarès
- Campionato italiano di Serie A2: 1
Virtus Eirene Ragusa: 2013-14
- Campionato italiano di Serie B d'Eccellenza: 1
Virtus Eirene Ragusa: 2008-2009